# Mhoris Emma
Mhoris Emma nació en el conurbano bonaerense, Argentina, a finales de la década de 1980, es poeta oral lgbtiq+, slam master, docente de letras y de teatro, comediante, cantautor, gestor cultural, editor y milinelial.
Mhoris Emma comenzó su carrera artística en los slams de poesía oral de Buenos Aires en 2014 bajo el nombre de Mhoris eMm, con poemas que cuestionaban la heteronorma. Publicó varios libros de poesía, participó en obras de teatro y ciclos de poesía y música del under porteño y gran buenos aires desde 2013. Queridos Heterosexuales es su primer libro de poesía oral, editado en 2014. En 2019 produjo y actuó Monólogos del Ano en Feliza. En 2023 editó su último libro de poesía oral, Amiga, todo poema es político. Actualmente organiza slams de poesía oral, forma parte de Slam Argentina y dirige la editorial tresveinte.

## Libros
- Queridos Heterosexuales (2014), Elemento Disruptivo, Buenos Aires[3]
- No me toleres (2015), Milena Caserola, Buenos Aires[4]
- Ninguna peluquería abre los lunes (2016), Te eché el Ojo, Buenos Aires
- Los vecinos de abajo saben cosas (2017), Elemento Disruptivo, Buenos Aires[5]
- Irma, bésame una tarde entre los mates (2018), Milena Caserola, Buenos Aires
- Algunos poemas peolas (2019), ebook liberado del autor
- La poesía es la llave, el libro de las aperturas (2023), Editorial Tresveinte, Buenos Aires
- Amiga, todo poema es político (2023), Pocket Editorial, Buenos Aires

## Obras de Teatro
- 2014, Catarsis, jugá el juego: grupo teatral de experimentación de poesía oral y teatro. Elenco: Malena Saito, Zaira Nofal, Mhoris Emma, So Sonia, Diego Maciel, Nico Montemurro, Carlos Fonola, Micaela Zyniak y Maru Lerner.
- 2015 y 2016, Las Hijas del Sodero: Escrita y dirigida por Mhoris, actuada junto a Tamara Salto (personaje ficticio de Carlos Fonola). La obra se llevo a cabo mensualmente en la mítica Casa de Artistas Pachamama, conocida como La Casita de Los Chasquidos
- 2017 y 2018, Es.Es.Ar, Estación Espacial Argentina: obra colectiva, musical de ciencia ficción. Elenco: Diego Arbit, Mhoris Emma, Ricardo Ache Bozzini, Claudina Pugliese, Ruben Botas Sonoman, Juan Krymkiewicz, Boris Hick. Estrenada en La Casita de Los Chasquidos.
- 2018, Irma: obra de teatro promocional del libro homónimo. Estrenada en Feliza Club Social y Cultural LGTBIQ+ en el Cliclo Minishort de Teatro Breve Queer y reestrenada en Panda Rojo Espacio Cultural.
- 2019, Monólogos del ano: Dirección de Mhoris Emma. Elenco: Mhoris Emma, Cielo Nuar y Sebastíán López Márquez. Estrenada en Feliza Club Social y Cultural LGTBIQ+
- 2021, El Borde, la selección de poesía oral: poesía oral en escena. Elenco: Diego Arbit, Checha Kadener, Jako Marcos, Maru Betania, Maxo Garrone y Mhoris Emma.